# 이유 없는 반항 (1992년 영화)
《이유 없는 반항》(영어: Romper Stomper)은 1992년 개봉한 오스트레일리아의 범죄 드라마 영화이다.

## 줄거리
핸도와 데이비가 이끄는 멜버른 블루칼라 신나치주의 갱단은 아시아계 이민자들을 공격하며 지낸다. 핸도는 아버지에게서 성적 학대를 당해 온 부잣집 딸 게이브를 만나 연애 관계에 접어들지만 점차 게이브를 학대한다.
핸도와 데이비는 주인이 베트남계로 바뀐 펍에 들려 주인의 두 아들을 폭행했다가 떼로 몰려온 베트남계 사람들에게 반격을 당하고 이들의 모임 장소인 대여 창고가 불타 버린다. 게이브는 자신의 아버지를 상대로 강도질을 벌일 것을 제안한다.

## 출연진
- 러셀 크로 - 핸도 역
- 대니얼 폴록 - 데이비 역
- 재클린 매켄지 - 개브리엘 “게이브” 역

## 같이 보기
- 오스트레일리아 영화